# کویس‌کوالامین
کویس‌کوالامین (به انگلیسی: Quisqualamine) یک ترکیب شیمیایی با شناسه پاب‌کم 3085372 است. 